# Kuutusjärvi
Kuutusjärvi är en sjö i Finland. Den ligger i kommunen Sodankylä i landskapet Lappland, i den norra delen av landet, 900 km norr om huvudstaden Helsingfors. Kuutusjärvi ligger 172,2 meter över havet. Arean är 58,2 hektar och strandlinjen är 5,07 kilometer lång. Sjön  ingår i Tuulomajokis huvudavrinningsområde.   Den sträcker sig 0,6 kilometer i nord-sydlig riktning, och 2,2 kilometer i öst-västlig riktning.